# Samoa Rugby Union
Samoa Rugby Union (SRU) – ogólnokrajowy związek sportowy, działający na terenie Samoa, posiadający osobowość prawną, będący jedynym prawnym reprezentantem samoańskiego rugby 15-osobowego i 7-osobowego, zarówno wśród mężczyzn, jak i kobiet we wszystkich kategoriach wiekowych w kraju i za granicą. Członek World Rugby i Oceania Rugby.
Odpowiedzialny jest za prowadzenie samoańskich drużyn narodowych, a także za szkolenie zawodników oraz organizowanie krajowych rozgrywek ligowych.
Rugby pojawiło się na Samoa w 1920 roku za sprawą katolickiego zakonu Marist Brothers. Cztery lata później powstał Western Samoa Rugby Union, a męska reprezentacja zadebiutowała meczem z Fidżi w Apii. Zespół budował swoją reputację wyprawą na Fidżi i Tonga w 1954 roku, ośmiomeczowym tournée do Nowej Zelandii dwadzieścia lat później, w 1988 roku Samoańczycy po raz pierwszy gościli w Europie, zaś rok później rozegrali tam czternaście spotkań. W latach dziewięćdziesiątych reprezentacja Samoa w rugby 7 mężczyzn stała się jedną z czołowych drużyn świata.
Członkiem IRB został w 1988 roku. Był również członkiem Pacific Islands Rugby Alliance, który zarządzał zespołem Pacific Islanders.